# Мъжът със златния пистолет (роман)
„Мъжът със златния пистолет“ (на английски: The Man with the Golden Gun) е роман на английския писател Иън Флеминг. Той е тринадесети от поредицата за Джеймс Бонд. Издаден е на 1 април 1965 г. от издателство „Jonathan Cape“.

## Сюжет
Внимание:  Текстът по-долу разкрива сюжета на произведението (или части от него)!
... Една година след трагичната „смърт“ на Джеймс Бонд в Япония, в главния офис на Секретната служба се разнася телефонен звън. Някой, представяйки се за 007, иска лична среща с „М“. Първоначално, всички смятат, че това е абсурдна шега, но след внимателно проучване се оказва, че наистина това е „мъртвият“ Джеймс Бонд.
След като „японският рибар Таро“ (Човек живее само два пъти) стига до Владивосток, с него веднага се заема КГБ. Полковник Борис от КГБ започва психологическа обработка на Джеймс Бонд. На агент 007 „промиват мозъка”, като правят от него убеден комунист. КГБ решава да изпрати Бонд в Лондон, където побърканият 007 да убие бившия си шеф „M”. „M”, въпреки възраженията на охраната, се съгласява на среща с Бонд, по време, на която Бонд стреля по адмирала с отрова чрез специално устройство. Но „M” спасява бронирано стъкло, закривайки го по време на изстрела. Осъзнавайки, че Бонд е бил жертва на психологическа обработка, „M” заповядва изпращането му в специална медицинска клиника за лечение и рехабилитация.
... Вече в продължение на много години в Карибите действа Франциско Скараманга. Той е убиец от най-висока класа, който убива жертвите си с куршуми направени от злато. В допълнение към престъпната си дейност, Скараманга изпълнява и поръчки на КГБ и Кастро за убийството на агенти на западни разузнавателни агенции. „M” решава да убие Скараманга и възлага тази работа за Джеймс Бонд, който е напълно възстановен и готов за работа.
Пристигайки в Ямайка, Бонд среща старата си приятелка Мери Гуднайт, офицер от Секретната служба. Тя помага на Бонд да се запознае със Скараманга. Бонд се представя като „Хазард“, наемник, който търси работа. Първата им среща едва не завършва със смъртта на Бонд, като Скараманга, уж на шега, заплашва да убие Бонд. Въпреки това, Бонд запазва самообладание и Скараманга решава да му предложи работа. Преди известно време, Скараманга взема назаем пари от престъпна групировка, за да построи хотел. Но броят на туристите в Ямайка започва да намалява, и кредиторите на Скараманга са притеснени. За да убеди партньорите си, че са инвестирали парите си надеждно, Скараманга организира среща за забавление на гангстерите. На Бонд предлага ролята на бодигард. Бонд подозира, че има нещо скрито, но се съгласява.
Организирайки срещата в хотела, Скараманга дава на Бонд списъка на гостите. Основно това са представители на мафията, свързани с хотелиерството и хазарта. Особено внимание Бонд обръща на холандеца, г-н Хендрикс. Скоро Бонд е приятно изненадан – помощник-управител на хотела на Скараманга е Феликс Лейтър, дългогодишен приятел на Бонд. Лейтър е внедрен от ЦРУ да следи Скараманга.
В стаята, където гангстерите се срещат, Лейтър поставя подслушвателно устройство, и сега Бонд и Феликс могат да чуят всяка дума. По време на срещата, Скараманга и гостите му обсъждат планове за организиране на пожари в плантациите със захарна тръстика. По този начин ще се поддържат високи цените на захарта. Освен това Скараманга предлага на гангстерите да отделят още 10 милиона долара за строителството на хотела. Когато един от престъпниците отказва да го направи, Скараманга го убива със златния си пистолет. Хендрикс предупреждава Скараманга, че е поръчано убийството му и е изпратен някой си Джеймс Бонд, като е възможно това да е бодигардът на Скараманга. Скараманга пренебрежително заявява, че и без това е решил да убие този непознат.
Скараманга организира вечеря, на която Бонд е инициатор на забавлението. Късно вечерта в стаята на Бонд прониква Гуднайт с важно съобщение. Оказва се, че „г-н Хендрикс“ е резидент на КГБ, който по заповед от Москва трябва да убие 007. По време на срещата им в стаята през тайна врата влиза Скараманга и Бонд с голяма мъка ява да го убеди, че Гуднайт е негова любовница и агент в резиденцията на губернатора.
На следващия ден, Скараманга и гостите отиват на разходка с малкия влак с парен локомотив до плантациите за захарна тръстика. Преди пътуването, се оказва, че „помощник администратора“ (Лейтър) е заминал за „лечение на зъбите“. Бонд също отива на екскурзията със Скараманга и гангстерите. Изведнъж Бонд вижда, че върху релсите лежи вързана жена, и в същия момент Скараманга шумно декларира, че „Хазард“ e агентът от британското разузнаване Джеймс Бонд. Осъзнавайки, че е разкрит Бонд веднага започва да стреля. Убивайки машиниста и Хендрикс, и след няколко изстрела в Скараманга, Бонд се опитва да спре влака, но напразно. Локомотивът връхлита вързаната Мери и едва тогава Бонд вижда, че вместо „Гуднайт“ на релси е манекен. Тя е спасена от Лейтър, който е организирал засада на бандитите.
Въпреки молбите и заплахите на оцелелите гангстери, Бонд и Лейтър насочват локомотива към разрушения мост. Става катастрофа и локомотивът с негодниците пада в реката. Но в продължение на няколко секунди преди катастрофата Бонд вижда как „мъртвия“ Скараманга скача от влака и се скрива в джунглата. Той е само ранен. Бонд настига Скараманга и се приготвя да го убие, но Скараманга го моли да му даде възможност да се помоли преди смъртта се. Бонд прибързано се съгласява, и по време на молитвата Скараманга вади скрит пистолет и стреля по Бонд. В отговор Бонд убива Скараманга, но сам пада в безсъзнание.
... Няколко дни по-късно Бонд се събужда в болницата. Скараманга е стрелял по Бонд с отровен куршум, и ако не е бил лекаря, досетил се да му сложи специален серум, Бонд е щял да умре. След възстановяването, Гуднайт казва Бонд, че по искане на „M” кралицата е решила да посвети 007 в рицарско звание. Бонд отказва наградата, но на драго сърце приема предложението на очарователната Мери да прекара известно време с нея на вилата ѝ ...

## Адаптации
Романът е екранизиран през 1974 г. във филма „Мъжът със златния пистолет“ (девети филм на „официалната“ „бондиана“), в който ролята на Джеймс Бонд се изпълнява от Роджър Мур.

## Интересни факти
По време на „разкриването“ си Бонд, за първи и единствен път, назовава истинското име на шефа си "M" – това е адмирал сър Майлс Mесерви.